# Világlexikon
A Világlexikon egy 1925-ben, majd 1927-ben megjelent egykötetes kislexikon, amelyet az Enciklopédia Rt. adott ki. Az első kiadás A tudás egyeteme, 22 színes térképpel, míg a második, átdolgozott és bővített: Könyv mindenről mindenkinek, 1100 szövegképpel, 16 színes térképlappal és 50 műmelléklettel alcímmel látott napvilágot.